# Ioan Coltor
Ioan Coltor (n. 1886, Blaj, comitatul Alba de Jos, Regatul Ungariei – d. 1934, Blaj, Regatul României) a fost preot greco-catolic, profesor și a participat la Marea Adunare Națională de la Alba Iulia din 1 decembrie 1918.

## Biografie
A urmat cursurile Liceului din Blaj, după care a studiat teologia și filozofia tot la Blaj. Ca dascăl și-a desfășurat activitatea la Blaj, unde a fost profesor la Academia Teologică. Concomitent a fost și canonic mitropolitan.